# Cirque d'été
Cirque d'été (Letní cirkus) byla stavba v Paříži v 8. obvodu na Avenue des Champs-Élysées, která spoužila k cirkusovým představením. Byla postavena v roce 1841 a zbořena kolem roku 1900.

## Historie
V letech 1835-1841 na místě stál dřevěný cirkus s plátěnou střechou. V roce 1841 byl nahrazen zděnou stavbou s kapacitou 6000 diváků a do roku 1853 se nazýval Cirque national (Národní cirkus), poté byl přejmenován na Cirque de l'Impératrice (Cirkus císařovny) do roku 1870. Autorem byl Jakob Ignaz Hittorff (1792-1867), architekt cirkusů v 19. století. Sláva cirkusu trvala až do 80. let 19. století. Po světové výstavě 1889 jeho obliba postupně upadala, až byl na počátku 20. století zbořen. Dnes po něm zůstal název ulice Rue du Cirque.